# Eumesosoma nigrum
Eumesosoma nigrum is een hooiwagen uit de familie Sclerosomatidae.